# أولريش شرايبر
أولريش شرايبر (بالألمانية: Ulrich Schreiber)‏ هو مدير ثقافي ألماني، ولد في 5 يوليو 1951 في زولينغن في ألمانيا.